# 茅湖仔
茅湖仔（英語：Mau Wu Tsai）是香港新界西貢區將軍澳的一條鄉村，位於寶琳南路路口，茅湖仔原稱為蔴湖。

## 歷史
茅湖仔屬於坑口鄉事委員會屬下鄉村之一，是一條原居民村落。茅湖仔載於1905年批出的集體官契中，1911年茅湖仔有47名村民。茅湖仔的村民有阮姓、吳姓和曾姓。阮氏和吳氏從寶安南頭大涌遷來，曾氏則來自廣東五華。
茅湖仔位處茅湖山東北麓海拔約100米高的山坡上，在寶琳路落成以前，居民要走半個鐘至一小時山路才能到達馬游塘或將軍澳村。如村民欲乘艇前往坑口墟，他們會下山到村東的圓洲墪海濱燒草發訊號予對岸的坑口船東接載。
1954年，調景嶺的宣教士籌辦一所永久肺病療養院，經過與茅湖仔村民多番商討和同意後，靈實醫院於次年落成於圓洲。1956年，原連接安達臣道的寶琳路落成，使得茅湖仔的交通大大改善。1980年代中，政府開發將軍澳新市鎮，位於茅湖仔以北山頭的康盛花園於1989年落成。在新界小型屋宇政策推行後，不少茅湖仔的舊建築已重建成三層高標準丁屋，只有村中的曾氏祠堂和旁邊數間村屋仍未被改建。
舞麒麟是香港客家文化中的傳統活動。2014年，「西貢坑口客家舞麒麟」列入國家級非物質文化遺產代表性項目名錄。茅湖仔村亦於2000年代重新組織麒麟隊，參與不同慶典活動。

## 外部連結
- 居民代表選舉茅湖仔（坑口）的劃定現有鄉村範圍（2019至2022年） （页面存档备份，存于）